# Miguel Martinez (ciclista)
Miguel Martinez (Fourchambault, 17 de enero de 1976) es un deportista francés que compitió en ciclismo de montaña en la disciplina de campo a través, aunque también llegó a conseguir victorias en ciclocrós y en carretera, llegando a disputar un Tour de Francia en el equipo Mapei-Quick Step. Es hijo del exciclista hispano-francés Mariano Martínez, hermano del ciclista Yannick Martinez y primo del exciclista Martin Martinez.
Participó en tres Juegos Olímpicos de Verano, entre los años 1996 y 2004, obteniendo en total dos medallas: oro en Sídney 2000 y bronce en Atlanta 1996, ambas en la prueba de campo a través.
Ganó cuatro medallas en el Campeonato Mundial de Ciclismo de Montaña entre los años 1995 y 2000, y una medalla de oro en el Campeonato Europeo de Ciclismo de Montaña de 1999.

## Trayectoria deportiva
Tras ser un de los grandes dominadores en la disciplina de ciclismo de montaña fue fichado por el Mapei-Quick Step en 2002 (históricamente el mejor equipo de ciclismo en carretera por esas fechas) siguiendo la tendencia de ese equipo para dicha temporada en la que ficharon a otro destacado biker como Cadel Evans. Se presentó en el Tour de Francia 2002 sin apenas destacar anteriormente siendo sus mejores resultados un 23º en la Vuelta a Suiza y 14º en el Campeonato de Francia en Ruta. Como curiosidad en el Tour estuvo a punto de conseguir un hecho histórico si hubiese cruzado primero el puerto de La Madeleine, cruzó tercero tras Michael Boogerd y Laurent Jalabert, al ser el primer corredor que consiguiese pasar primero un puerto en el Tour en el que anteriormente lo había hecho su padre. Miguel se mostró muy activo escapándose en varias etapas de montaña.
Al año siguiente fichó por Phonak Hearing Systems, equipo en pleno crecimiento, en el que a pesar de su irregularidad y ninguna victoria era considerado como favorito a muchas carreras de ciclismo en carretera.
Sin embargo, ante la falta de resultados destacables, su mejor puesto fue un segundo en una etapa del Tour del Mediterráneo, en 2005 volvió en exclusiva al ciclismo de montaña con el equipo Maxxis-MSC de cara a intentar llegar a los Juegos Olímpicos de Pekín 2008. Retirándose en principio con ese equipo a finales del 2005 por problemas de salud. Sin embargo al año siguiente corrió algunas carreras bajo el patrocinio de Look.
Tras un año sin competir volvió al ciclismo en carretera con el equipo Amore & Vita-Mc Donald's, donde consiguió su única victoria en esa disciplina: 1 etapa del Tour de Beauce; aunque también lo compaginó con pruebas de ciclismo de montaña aunque no consiguió victorias en ellas.
Tras un nuevo anuncio de retirada al año siguiente de nuevo volvió en exclusiva al ciclismo de montaña con el objetivo de intentar llegar a los Juegos Olímpicos de Londres 2012. Sin embargo, varios problemas en los equipos en donde estuvo le hicieron dejar de lado esa posibilidad.
En 2013 volvió con 37 años al ciclismo de montaña cosechando buenos resultados, llegando a entrar en el top-10 en algunas pruebas como en Vallnord (puntuable para la Copa del Mundo) y logrando vencer en alguna carrera, también profesional, pero de menor categoría como el Alpago Trophy y al año siguiente en la Kutná Hora (Stredocesky Kraj) y en la Volpago del Montello.

## Problemas en los equipos y vida personal
Martinez tuvo problemas en varios equipos. Así su paso a la carretera se produjo sin el acuerdo con su equipo de ciclismo de montaña, el Team Full Dynamix, con el que tenía contrato en vigor para la siguiente temporada. Con lo que tras acuerdos puntuales pudo correr unas pocas carreras, Tour de Francia incluido, aunque sin la regularidad necesaria como para destacar.
Al año siguiente, tuvo que buscar un acuerdo fichando por el Phonak Hearing Systems que también patrocinó ese año al Full Dynamix. Así podría compaginar con facilidad las dos disciplinas.
Aunque no dijese nada durante su periplo en el ciclismo de carretera años más tarde tras su vuelta a la carretera con el fichaje por el Amore & Vita-Mc Donald's insinuó que uno de los motivos por el que dejó esa disciplina fue por el dopaje y que esta vez volvía porque creía que las cosas habían cambiado y quería una segunda oportunidad.
En abril de 2009 fue expulsado de su equipo Felt International aunque no fueron publicadas las razones coincidió en fechas con una condena a 4 meses de prisión y no poder salir de su país por maltrato a su mujer.
En 2010 tras firmar por el G-Skin-Deforche MTB Racing Team decidió rescindir unilateralmente el contrato tras según sus palabras no recibir ningún sueldo. El equipo por su parte argumentó que Miguel pidió gastos de viajes por una carrera que se disputó a 15 km de su vivienda habitual y que no cumplió sus compromisos argumentando problemas de espalda.
En junio de 2020 decidió volver a competir en ruta y firmó con el Amore & Vita-Prodir, equipo en el que ya estuvo en 2008.

## Medallero internacional

### Ciclismo de montaña
| Juegos Olímpicos   | Juegos Olímpicos         | Juegos Olímpicos  | Juegos Olímpicos           |
| Año                | Lugar                    | Medalla           | Competición                |
| ------------------ | ------------------------ | ----------------- | -------------------------- |
| 1996               | Atlanta (Estados Unidos) | Medalla de bronce | Campo a través             |
| 2000               | Sídney (Australia)       | Medalla de oro    | Campo a través             |
| Campeonato Mundial |                          |                   |                            |
| Año                | Lugar                    | Medalla           | Competición                |
| 1995               | Kirchzarten (Austria)    | Medalla de plata  | Campo a través             |
| 1999               | Åre (Suecia)             | Medalla de plata  | Campo a través             |
| 1999               | Åre (Suecia)             | Medalla de plata  | Campo a través por relevos |
| 2000               | Sierra Nevada (España)   | Medalla de oro    | Campo a través             |
| Campeonato Europeo |                          |                   |                            |
| Año                | Lugar                    | Medalla           | Competición                |
| 1999               | Porto de Mós (Portugal)  | Medalla de oro    | Campo a través             |

## Palmarés

### Ciclismo de montaña
- Victorias en pruebas internacionales puntuables para los Ranking UCI y podios en campeonatos.

| 1996 - Campeonato de Francia - Mt.Helen - Bromont - Kristiansand - Copa del Mundo - Campeonato Mundial sub-23 1997 - Spindleruv Mlyn - Mont Sainte-Anne - Houffalize - Copa del Mundo 1998 - Campeonato de Francia - Copa del Mundo | 1999 - Napa Valley - Copa del Mundo 2000 - 3.º en el Campeonato de Francia - Sarntal-Sarentino - Copa del Mundo 2001 - 3.º en el Campeonato de Francia - Sarntal-Sarentino - Leysin - Copa del Mundo |

### Ciclocrós
1996
- Campeonato Mundial sub-23 de Ciclocrós

1997
- Châteaubernard

1998
- Châteaubernard
- Val Joly

### Carretera
2002
- 1 etapa de la Vuelta a Navarra

2008
- 1 etapa del Tour de Beauce

## Equipos

### Ciclismo de montaña
- Sunn (amateur) (1997-1998)
  - Sunn-Nike (1997)
  - Sunn-UN (1998)
- Full Dynamix (amateur) (1999-2003) 
  - Team Full Dynamix (1999-2002)
  - Phonak-Full Dynamix (2003)
- Commencal-Oxbow (2004)
- Maxxis-MSC (2005)
- Look (amateur) (2006)
- Felt International (2009)
- G-Skin-Deforche MTB Racing Team (2010)

### Carretera
- Mapei-Quick Step (2002)
- Phonak Hearing Systems (2003)
- Amore & Vita-McDonald's (2008)
- Amore & Vita-Prodir (2020)